# Merion Golf Club

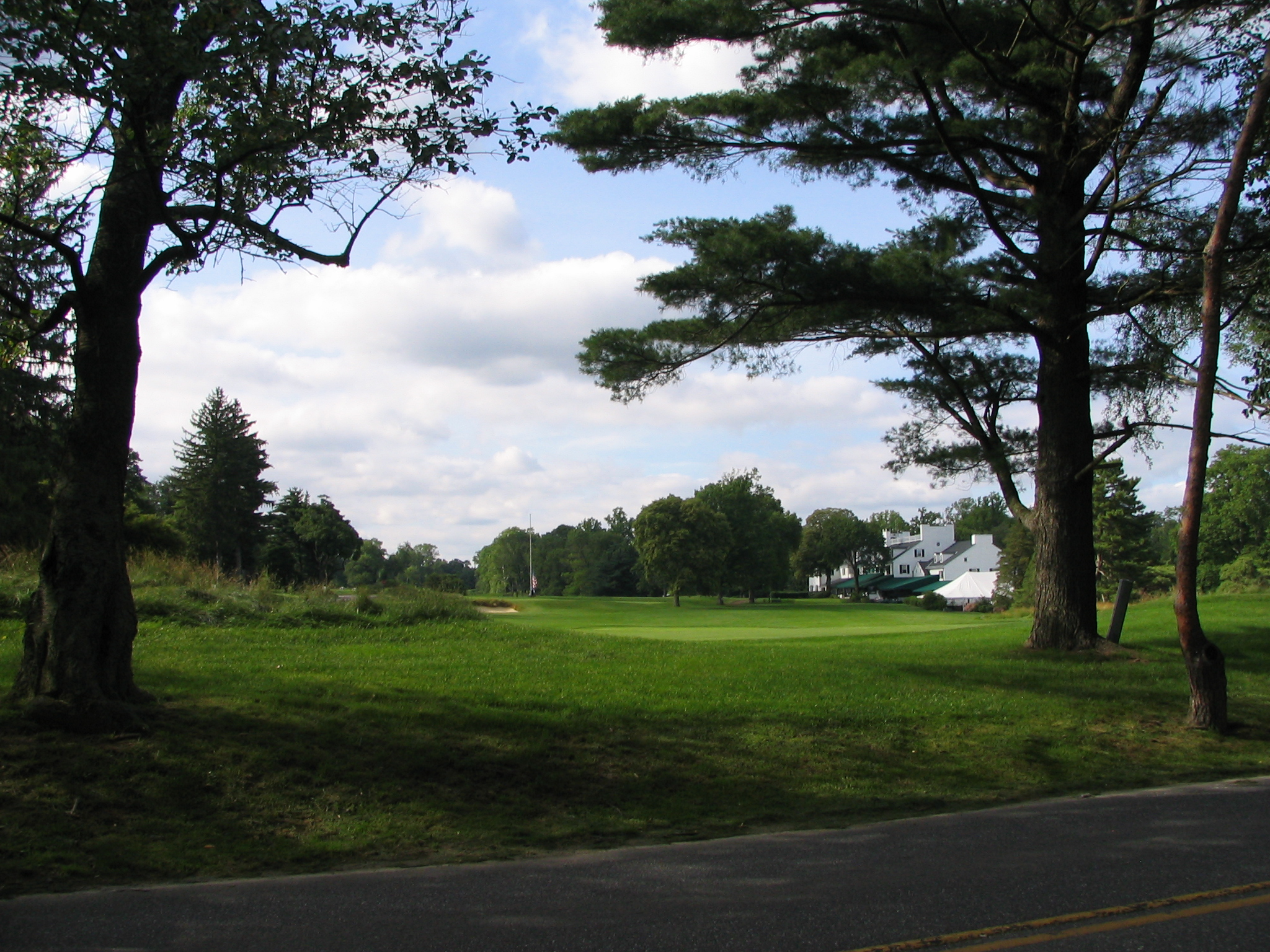
Baan en clubhuis

De Merion Golf Club is een besloten golfclub in Ardmore, Pennsylvania. Het is de eerste golfclub in de Verenigde Staten die over twee 18-holes golfbanen beschikte.

## Oprichting
Zoals in het logo is te zien, werd de club in 1896 opgericht, toen leden van de 30-jarige Merion Cricket Club besloten ook een golfclub op te richten. In 1910 werd besloten naar een andere locatie te verhuizen. Een van hun leden was de 32-jarige Schot Hugh Wilson. Aan hem werd gevraagd het ontwerp voor de nieuwe golfbaan te maken. Omdat hij dat nooit eerder had gedaan, reisde hij naar Groot-Brittannië om daar enkele banen te bestuderen. Daar zag hij schaapherders met een stok lopen waarop een mandje was bevestigd. Zo kwam hij op het idee om in plaats van een vlag een stok met een rieten mandje in de holes te zetten. Dit is nog steeds kenmerkend voor deze club en maakt deel uit van genoemd logo. Winnaars van nationale toernooien op Merion krijgen zo'n mandje als aandenken.
De East Course werd op 14 september 1912 geopend en in mei 1914 was ook de West Course klaar. De East Course was gastheer van veel nationale en internationale toernooien.
Uitbreiding
In 1982 werd het US Open gewonnen door David Graham. Daarna werd besloten dat er extra land aangekocht moest worden om de baan ruimer en langer te maken, anders zouden grote toernooien niet meer naar Merion komen. Zoals de baan was, konden er niet meer dan 25.000 toeschouwers rondlopen. De East Course (par 70) werd bijna 400 meter verlengd, en er kwam meer ruimte voor publiek. In 2013 wordt het US Open hier weer gespeeld.

## Geschiedenis

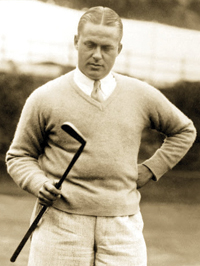
Bobby Jones
US Amateur 1930

De geschiedenis van de club kent memorabele momenten:
- In 1930 won Bobby Jones hier het US amateurkampioenschap. Eerder dat jaar won hij al drie Majors: het US Open, het Brits Open en het Brits amateurkampioenschap. Er waten 18.000 toeschouwers. Vanaf dat jaar werd het winnen van deze vier toernooien de Grand Slam genoemd.
- In 1934 won Olin Dutra hier het US Open hoewel hij behoorlijk ziek was.
- In 1950 won Ben Hogan het US Open nadat hij in 1949 frontaal tegen een Greyhound bus was aangereden en ernstig gewond was geraakt. Op de laatste hole sloeg hij een ijzer 1 naar de green, hij maakte een par, kwam in de play-off en won het toernooi. Dit was zijn eerste grote overwinning na het ongeluk.
- In 1960 speelde Jack Nicklaus hier rondes van 66-67-68-68 tijdens de Eisenhower Trophy, mede waardoor de VS het toernooi voor de eerste keer won.
- In 1971 won Lee Trevino de 18-holes play-off van Jack Nicklaus.

## Toernooien
Merion is 18 keer gastheer geweest van (inter)nationale toernooien: 
- US Women’s Amateur: op de oude baan in 1904 en 1909, op de nieuwe baan in 1926 en 1949
- US Girls’ Junior Amateur: 1998
- Curtis Cup: 1954
- Eisenhower Trophy: 1960
- US Amateur: 1916, 1924, 1930, 1966, 1989, 2005
- US Open: 1934, 1950, 1971, 1981, 2013
- Walker Cup: 2009